# Rosselange
Rosselange (deutsch Rosslingen) ist eine französische Gemeinde mit 2403 Einwohnern (Stand 1. Januar 2022) im Département Moselle in der Region Grand Est (vor 2016 Lothringen). Sie gehört zum Arrondissement Thionville.

## Geografie
Rosselange liegt an der Orne, etwa zwölf Kilometer südwestlich von Thionville auf einer Höhe zwischen 164 und 331 m über dem Meeresspiegel. Das Gemeindegebiet umfasst 5,35 Quadratkilometer.

## Geschichte
Der Ort wurde erstmals 775 als Rocheringas erwähnt und gehört seit 1659 zu Frankreich.
Das Gemeindewappen zeigt die früheren Abhängigkeiten von Rosselange: das goldene Kreuz auf blauem Grund war das Emblem der Familie Mercy, denen der Ort gehörte; der Schlüssel symbolisiert die ehemalige Abtei von Saint-Pierremont in Avril, die das Patronat der Kirche hatte.

### Bevölkerungsentwicklung
| Jahr      | 1962 | 1968 | 1975 | 1982 | 1990 | 1999 | 2007 | 2019 |
| Einwohner | 5064 | 4485 | 3923 | 3601 | 3242 | 3101 | 2980 | 2650 |

## Verkehr
Der Bahnhof Rosselange lag an der Bahnstrecke Saint-Hilaire-au-Temple–Hagondange.

## Persönlichkeiten
- Jean-Baptist Feilen (* 29. Mai 1904 in Rosslingen; † 1991) war ein deutscher kommunistischer Bergmann (KPD/SED), Widerstandskämpfer gegen den Nationalsozialismus, Häftling im KZ Buchenwald und Dezernatsleiter der Thüringer Landespolizei

## Belege
1. ↑  Wappenbeschreibung auf genealogie-lorraine.fr (französisch)